# Teuchophorus yunnanensis
Teuchophorus yunnanensis är en tvåvingeart som beskrevs av Yang och Saigusa 2001. Teuchophorus yunnanensis ingår i släktet Teuchophorus och familjen styltflugor.
Artens utbredningsområde är Yunnan (Kina). Inga underarter finns listade i Catalogue of Life.